# しょっつる

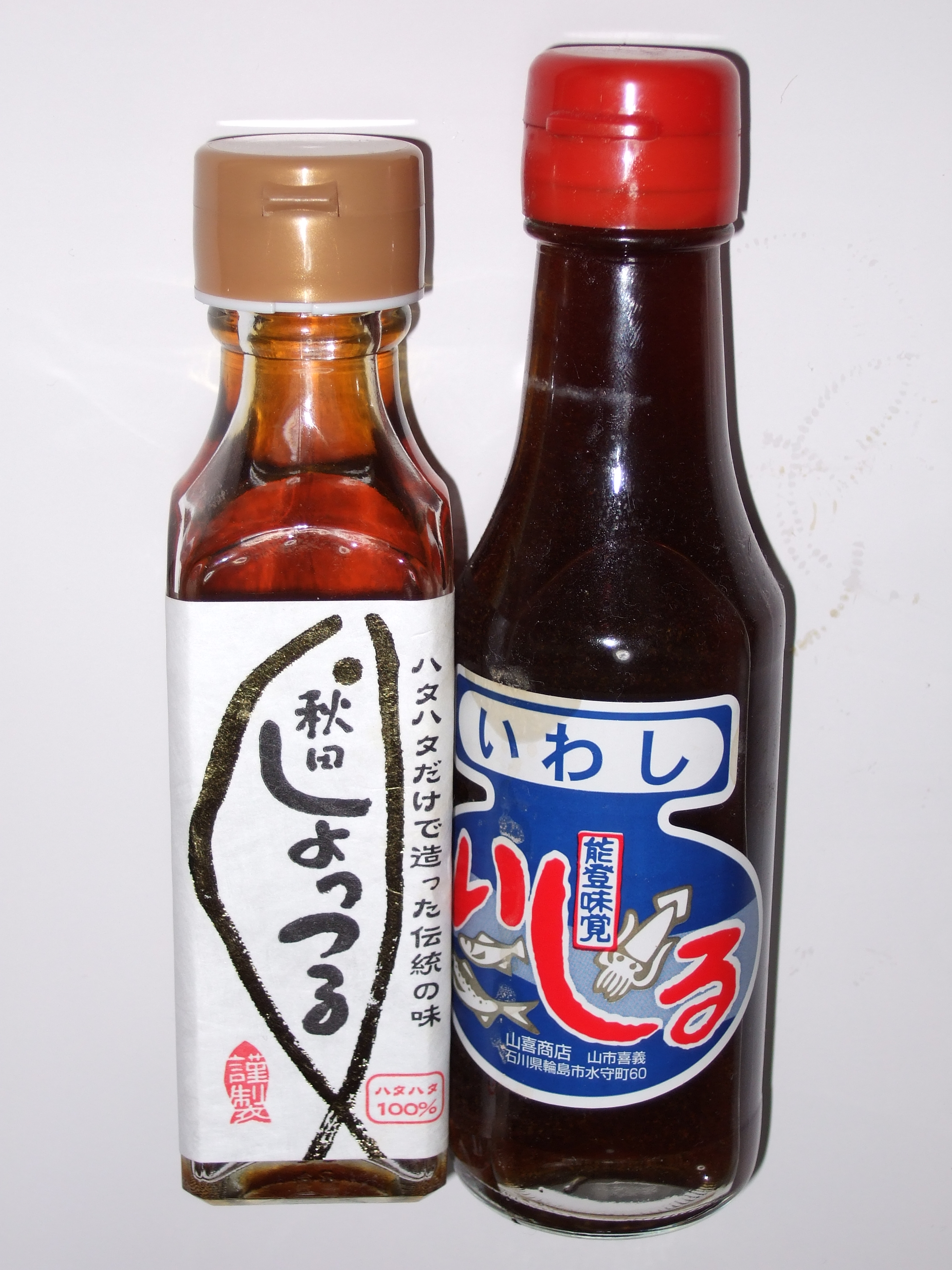
ビン入りのしょっつる（左）。右はいしる。

しょっつるは、秋田県で作られる魚醤。塩魚汁とも書く。ハタハタなどの原料魚に塩を加え、1年以上かけて熟成させて作る。タンパク質の分解によるアミノ酸やペプチドを主成分とし、うま味と特有の風味を呈する。秋田県の伝統的な調味料で、江戸時代初期から製造されている。

## 歴史
江戸時代初期（17世紀）から、秋田の民家ではハタハタなど近海で多量に採れる魚を利用して、しょっつるを製造してきた。一方、延長5年（927年）の『延喜式』には鯖醤、鯛醤などの具体的な魚醤が記録されている事などから、しょっつるの起源がさらに古い可能性も指摘されている。販売を目的とした商業的生産は、明治時代初期（19世紀後半）には始まっていた。一方、1894年に農商務省がまとめた『日本水産製品誌』では、各地の魚醤の記録がある一方で、なぜかしょっつるに関する記述はない。
20世紀前半までは、秋田市周辺の沿岸部で多くの家庭が自家生産していた。しかし1980年代には自家生産する家庭は極めて少なくなり、秋田市および能代市、象潟町（現・にかほ市）にある計6か所の工場が生産を行っていた。しょっつるの年間生産量は、1970年代には200kL程度、近年は100トン以下となっている。

## 原料

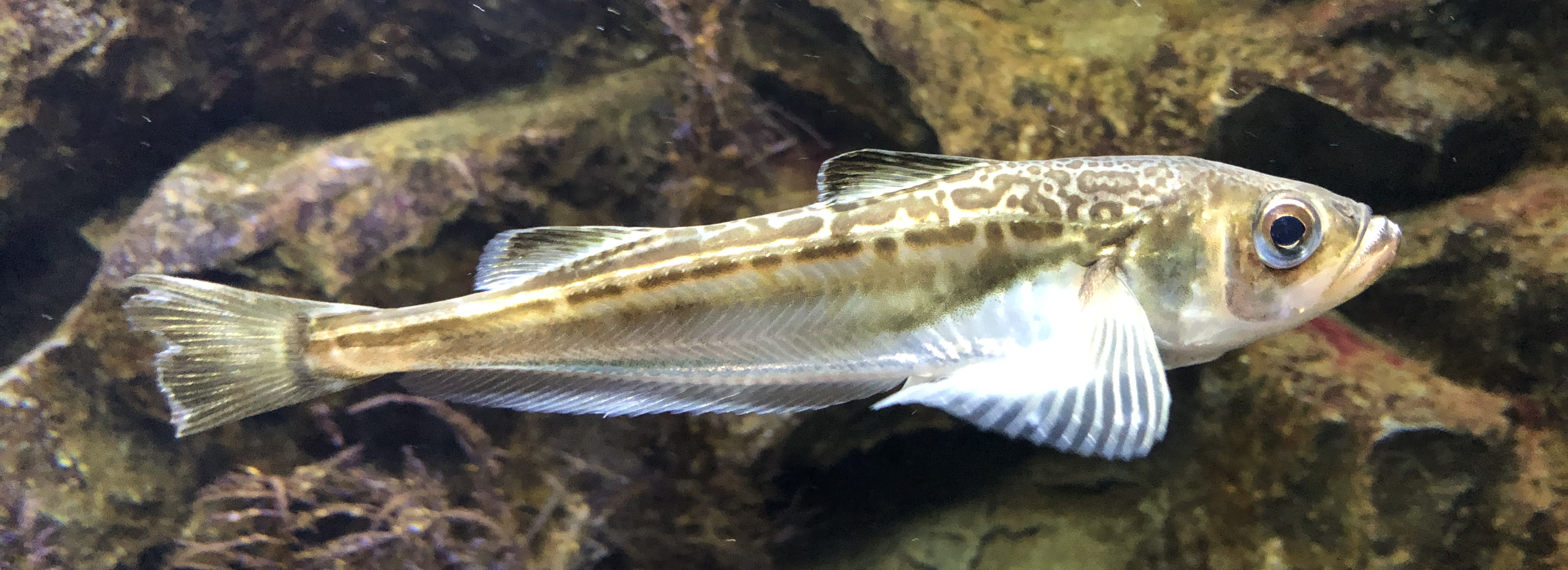
ハタハタ

原料魚としては、かつてはハタハタ（英語: Sailfin sandfish）を主に使っていた。秋田地方で豊富に採れて臭みが少ない事が大きな利点で、特に産卵のため海岸に近づく12月に多く漁獲され、単価の安い雄が好んで材料とされた。20世紀後半にはハタハタの資源量が激減したが、全面禁漁などを経て漁獲高が回復し、近年は再びハタハタも用いられている。
現代では漁獲量が多く安価な点や鮮度を重視して以下のような魚が使われており、5 - 6ヶ月の短期醸成ではそれぞれ次のような特徴がある。
- ハタハタ：味が淡白。12月に採れたものが適している。
- アジ：くせはないが、味は淡白。
- イワシ：くせがなく、甘味があり美味。5月に採れたものが適している
- サバ：うま味があるが、刺激臭あり。
- コアミ：特有の臭いや渋味がある。

以上のような特徴から、ハタハタやアジ、サバは長期熟成、イワシは短期熟成にそれぞれ向いているとされる。また、近年では冷凍のハタハタや、コウナゴなども用いられる。
また、塩としてかつては食塩ではなく白塩が使用されていた。塩は、脱水作用により細菌の発育を防ぎ、酸素の溶解度を減少させ、細菌に対して塩素イオンが直接作用する、などの働きによってしょっつるの保存性を高める役割を果たしている。

## 製法
原料魚の頭部と内臓、尾を取り除き、魚に対して30 - 40%ほどの食塩を直接まぶし、よく混合する。内臓などを除かず魚を丸ごと用いたり、大型の魚は切断する場合もある。常温で1年以上漬けこみ、自己消化酵素によるタンパク質の分解を進める。この間、定期的に撹拌して塩分濃度の低い部分が生じて腐造する事を防ぐ。また、1970年代の調査では、漬けこみ始めてから3 - 7日経過して食塩水が赤色になったら、生臭さを除くために液相を分離して煮沸・濾過していた。
窒素量などから熟成の終了時期を決定し、おおむね1 - 2年で終了となる。骨など分解されなかった固形物を除き、沸騰させて約10分間加熱する。加熱によってエキスの移行とタンパク質の熱凝固が促進され、この後のろ過が容易になる。加熱後の液体を冷却し、浮いた油脂分を除去してから濾布などを用いてろ過する。清澄な方が商品価値が高いとされるため、かつては複数回ろ過を行っていた。最後に60°C以上に加熱したままビン詰めし、好塩性菌を殺菌する。また、ビンではなくペットボトル入りの商品もある。
自家消費用に生産する場合は、魚肉：塩：麹が8：1：1となるように麹を準備し、塩と魚肉を交互に重ねて桶などで2 - 3年かけて熟成させていた。麹には風味を良くする効果があるとされていたが、家庭生産でも麹を加えないケースもあった。

## 利用
ハタハタと白菜などの野菜、豆腐を入れた「しょっつる鍋」などの鍋物、ラーメンやうどんの汁にも使われる。また、ホタテガイの貝殻を器としたかやきにも用いられる。男鹿市ではご当地グルメとしてしょっつるを利用した男鹿しょっつる焼きそばが販売されている。